# Гемисовершенные числа
В теории чисел, гемисовершенные числа это положительные целые числа с полуцелым индексом избыточности({\displaystyle {\frac {\sigma _{0}(n)}{n}}}).
Для заданного нечётного числа k, число n называется k-гемисовершенным тогда и только тогда, когда сумма всех положительных делителей n (функция делителей, σ1(n)) равна {\displaystyle {\frac {k}{2}}}× n.

## Наименьшие k-гемисовершенные числа
Приведенная таблица содержит наименьшие k-гемисовершенные числа для всех нечётных k ≤ 17 — последовательность A088912 в OEIS:
| k  | Наименьшие k-гемисовершенные числа                                              |
| -- | ------------------------------------------------------------------------------- |
| 3  | 2                                                                               |
| 5  | 24                                                                              |
| 7  | 4320                                                                            |
| 9  | 8910720                                                                         |
| 11 | 17116004505600                                                                  |
| 13 | 170974031122008628879954060917200710847692800                                   |
| 15 | 1274947220556555003202063628135236803640672099703127759514098844969595280602085 |
| 17 | 2717290400464486417477639032544120458838787694991185901509996334768347733758    |

Например, 24 это 5-гемисовершенное число, потому что сумма делителей 24 равна:
1 + 2 + 3 + 4 + 6 + 8 + 12 + 24 = 60 = {\displaystyle {\frac {5}{2}}} × 24.